# Maria Fröberg
Ej att förväxla med Eva Maria Fröberg
Maria Wilhelmina Fröberg, född 21 mars 1886 i Västerås, död 27 januari 1962 i Eskilstuna Klosters församling, var en svensk mönstertecknare och konstnär.
Hon var dotter till Wilhelm August Fröberg och Lotten Pettersson. Fröberg studerade vid Valands målarskola i Göteborg på 1910-talet och under ett flertal studieresor i Europa, bland annat i Paris där hon studerade vid Maison Watteau. Vid Sörmländska konstnärers samlingsutställning i Eskilstuna fick Fröberg en egen avdelning för att exponera mönsterteckningar. Hon medverkade i utställningar med Föreningen Svenska Konstnärinnor, på Liljevalchs konsthall medverkade hon i Vereinigung bildender Künstlerinnen Österreichs. 
Bland hennes offentliga arbeten märks oljemålningarna för Eskilstuna högre allmänna läroverk, Slottsskolan i Eskilstuna, Flickskolan i Eskilstuna och för IOGT:s studiesal i Eskilstuna. Hon har företrädesvis utfört målningar inspirerade av 1890-talsromantikens rumsdekorationer med landskapsmotiv. Fröberg är begravd på S:t Eskils kyrkogård.